# Фінська Соціалістична Робітнича Республіка
Фі́нська Соціалісти́чна Робітни́ча Республі́ка (фін. Suomen sosialistinen työväentasavalta, швед. Finlands socialistiska arbetarrepublik) — недовготривалий (1918) фінський соціалістичний уряд, що існував після жовтневого перевороту у Російській республіці до громадянської війни у Фінляндії.

## Історія
Назва почала вживатися від 28 січня 1918 року, після проголошення «Радянського Гельсінкі» (до цього — Рада народних уповноважених Фінляндії).
Проєкт конституції Соціалістичної Республіки був написаний Отто Віллі Куусинен, який згодом був також фундатором Фінляндської Демократичної Республіки, про-Сталінський маріонеткового утворення часу Зимової війни.
Революція була ініційована Соціал-демократичною партією Фінляндії за підтримки більшовицького уряду у Петрограді. Новий уряд 1 березня підписав договір про дружбу з РСФРР. Червона гвардія зазнала поразки наприкінці квітня 1918 року у Фінській громадянській війні від збройних сил Фінляндії підтриманих військами Німеччини.
Програма та проєкт Конституції Соціалістичної Республіки, написана Отто Віллі Куусінен, під впливом ідеалів соціалізму, була в цілому ліберальною і була написана з Декларації незалежності Сполучених Штатів, і конституція Швейцарської конфедерації. Провідною метою були соціальні реформи, засобами для досягнення цієї мети була оголошена парламентська демократія на основі принципу суверенітету народу і національного самовизначення. Ідей марксизму про диктатуру пролетаріату не було в програмі, попри зацікавленість деяких фінських соціал-демократів у його створенні. Фінська Соціалістична Робітнича Республіка, проте була підтримана РРФСР, яка також підтримувала комуністичні режими в Угорщині і Баварії. Фінські соціалісти на початок війну майже повністю контролювали промисловий південь країни, в той час, як білогвардійці контролювали північні малонаселені терени. Інтервенція Німецької імперії змусила Червону Гвардію значною мірою залежати від військової та економічної допомоги РРФСР, проте вона була замала і не регулярна через громадянську війну в Росії. Червона Гвардія зазнала нищівної поразки і десятки тисяч соціал-демократів стали жертвами білого терору, решта перейшло в підпілля або втекли до Росії.

## Ресурси Інтернету
- Treaty of Friendship with the Finnish Socialist Workers’ Republic [Архівовано 12 жовтня 2012 у Wayback Machine.], a Russian-Finnish treaty.
- Treaty with the Finnish Socialist Workers’ Republic [Архівовано 7 жовтня 2013 у Wayback Machine.], Lenin's writings on the matter.
- «Фінляндська Народна Республіка» як більшовицька авантюра [Архівовано 25 серпня 2016 у Wayback Machine.], стаття аспіранта ДВНЗ «Національний Гірничий Університет».
- Озерний Край у 1918-му: «фінляндський меч» під «німецьким щитом» [Архівовано 12 квітня 2017 у Wayback Machine.], стаття аспіранта ДВНЗ «Національний Гірничий Університет».
- Державну самостійність Фінляндія здобула зі зброєю в руках, оглядова стаття до 100-річчя незалежності Фінляндії.